# Garrett Safron
Garrett Safron (...) è un ex giocatore di football americano statunitense che ha giocato come quarterback.
Ha giocato la finale dell'edizione 2016 della IFAF Europe Champions League.